# Bundesstraße 168
De Bundesstraße 168 (ook wel B168) is een bundesstraße in de Duitse deelstaat Brandenburg.
De weg begint bij Eberswalde en loopt langs de steden Fürstenwalde, Beeskow en Peitz naar Cottbus. De B168 is ongeveer 163 kilometer lang.

## Routebeschrijving
De B168 begint bij Eberswalde op een kruising met de B167 en loopt door Tiefensee waar ze de B158 kruist, door Prötzel, Prädikow en Müncheberg in het zuidwesten van de stad kruist de B168 de B1/B5. Daarna komt ze door Beerfelde langs Fürstenwalde met een randweg en bij kruist afrit Fürstenwalde-Ost de A12. De loopt naar het noordwesten van Beeskow waar ze aansluit op de B87/B246 de rondweg van Beeskow, waarna ze samen lopen naar een kruising waar de B168|B246  afbuigen en de oostelijke randweg van Beeskow vormen. Ten oosten van de stad slaat de B246 af. De B168 loopt door Friedland, Lieberose, waar men een samenloop kent met de B320, Peitz en  Turnow en langs Willmersdorf een deelgemeente van Cottbus. Waarna  bij de afrit Cottbus-Nordost de B169 vanuit Cottbus aansluit en ze de oostelijke randweg van Cotbus vormt. De B168 eindigt ten zuidoosten van Cottbus op een kruising met de B97.
B1 · B2 · B4 · B5 · B75 · B76 · B77 · B87 · B96 · B96a · B96b · B97 · B101 · B102 · B103 · B104 · B105 · B106 · B107 · B108 · B109 · B110 · B111 · B112 · B112n · B113 · B115 · B122 · B156 · B158 · B166 · B167 · B168 · B169 · B179 · B182 · B183 · B187 · B188 · B189 · B190n · B191 · B192 · B193 · B194 · B195 · B196 · B197 · B198 · B199 · B200 · B201 · B202 · B203 · B204 · B205 · B206 · B207 · B208 · B209 · B246 · B320 · B321 · B404 · B430 · B431 · B432 · B434 · B435 · B495 · B501 · B502 · B503